# Boucherie Productions
Pour les articles homonymes, voir Boucherie (homonymie).
Boucherie Productions est un label indépendant français de punk rock, actif entre 1985 et 2001.

## Histoire
Boucherie Productions est fondé en 1985 dans le 19e arrondissement de Paris, rue du plateau, par François Hadji-Lazaro (décédé en février 2023), membre des Garçons bouchers et Pigalle. Ce label indépendant, considéré comme le plus célèbre du rock alternatif français, a contribué à lancer de nombreux groupes et a eu en particulier une influence majeure sur Manu Chao.
Le label dépose le bilan fin 2001 après avoir sorti sur plus de 15 ans d'existence une centaine de disques d'artistes français, belges, canadiens dans les styles « polk-funk », « trash-musette ». L'enseigne est toujours accrochée dans les anciens locaux devenus habitations.

## Groupes et artistes
De nombreux groupes ont été signé sur le label comme notamment : Hot Pants, Los Carayos, Les Garçons bouchers, François Hadji-Lazaro, Mano Negra : uniquement leur 1er album, Patchanka, réédité ensuite chez Virgin., Pigalle, Les Tétines noires (Emmanuel Hubaut, William Lamy, Eduardo Leal de la Galla), Happy Drivers, Les Pires, Vent du Mont Schärr, Parabellum, Chihuahua, Dit Terzi (Claire Diterzi), Betty Boop.
Sur le label Chantons sous la truie (lancé en 1994), attribué aux chanteurs, principalement à : Clarika, Gabriel Yacoub, Les Belles Lurettes, Les Elles, Paris Combo, Sttellla, et Wally.
Sur le label Abathrash : Hoax, Near Death Experience, Witches, Ppz30, et Missing links.
Et sur le label Acousteack, plus spécialement attribué aux musiques traditionnelles : Faubourg de Boignard, Les 4 Jeans, Malicorne (première édition des albums en CD), Trio Sautivet, Trio Patrick Bouffard, et Trio La Belle Société (Étienne Grandjean, Vincent Burlot, Job Defernez).